# Remedios Varo
Remedios Varo (* 16. Dezember 1908 in Anglès; † 8. Oktober 1963 in Mexiko-Stadt)  war eine spanische surrealistische Malerin.

## Leben
Varo studierte an der Academia de San Fernando in Madrid. 1930 heiratete sie Gerardo Lizarraga, einen Mitstudenten der Akademie, mit dem sie in Barcelona lebte. Dort lernte sie die Maler der Avantgarde kennen. Sie wurde Teil der vom Surrealismus beeinflussten Gruppe Grupo Logicofobista.
1935 trennte sie sich von Lizarraga und lernte kurz darauf den Schriftsteller Benjamin Péret kennen, der als Freiwilliger auf der Seite der Republik am Spanischen Bürgerkrieg teilnahm. Die beiden heirateten und gingen 1936 nach Paris. Dort kam sie mit den surrealistischen Malern der Gruppe um André Breton in Verbindung. Nach der Invasion der Nazis flohen die beiden zunächst nach Marseille und anschließend nach Mexiko.
Dort verkehrten sie wieder in intellektuellen und revolutionären Kreisen (u. a. Leonora Carrington, Wolfgang Paalen, Octavio Paz und Gunther Gerzso). Die Ehe mit Péret wurde 1947 geschieden. Varo ging für zwei Jahre nach Venezuela. Nach ihrer Rückkehr nach Mexiko-Stadt lernte sie Walter Gruen kennen, den sie bald darauf heiratete. Von da an widmete sie sich nur noch der Malerei. 1956 hatte sie eine erste Einzelausstellung.

## Werk und Bedeutung

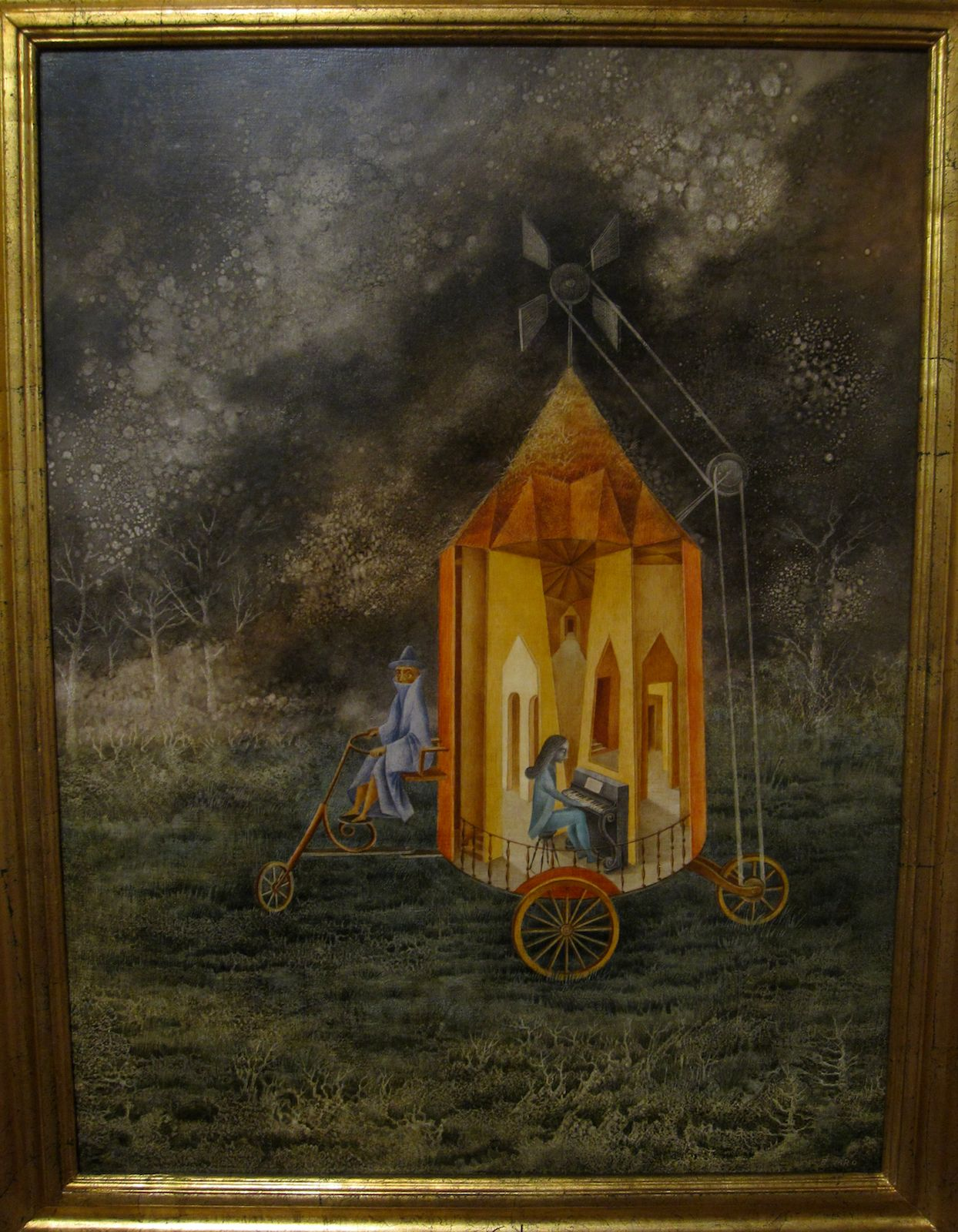
Roulotte, Öl auf Leinwand, 1955

Ihr erster Einfluss war Salvador Dalí. Im Gegensatz zu ihm sind ihre Darstellungen von Träumen, Tagträumen und Symbolen total fantastisch, voller Witz und Mysterium. Ihre surrealen Traum-Gestalten stehen in jedem Gemälde hervor. Die Natur, die Alchemie, das Übernatürliche und die Frau als Quelle des Feingefühls sind ihre Hauptthemen. Sie benutzte hauptsächlich Ei-Tempera in altmeisterlicher Technik mit feiner Pinselführung auf selbstvorbereiteten Tafeln.
2001 wurden ihre Bilder von der mexikanischen Regierung offiziell zum „nationalen Kulturgut“ erklärt. Gruen stiftete 39 ihrer Werke dem "Museo de Arte Moderno" in Mexiko-Stadt als Dank dafür, dass die beiden in Mexiko eine zweite Heimat hatten  finden können. Die Gemälde sind als Dauerausstellung im Saal "Xavier Villaurrutia" des Museums zu besichtigen. Ihre Nichte, Beatriz Varo Jiménez, erhob Anspruch auf sie, doch 2006 wurden sie endgültig der mexikanischen Regierung zugesprochen.

## Urteile von Zeitgenossen
Der Surrealist und Regisseur Luis Buñuel schrieb in seinen Memoiren, dass er Remedios Varo „ebenso bewundere wie Max Ernst“.

## Besondere Gemälde
- Premonición (Vorahnung), 1953
- Paraiso de los Gatos (Paradies der Katzen), 1955
- La Despedida (Der Abschied), 1958
- Retrato del Dr. Chávez (Bildnis von Dr. Chávez), 1958
- Creación de las Aves (Erschaffung der Vögel), 1958
- El Relojero (Der Uhrmacher), 1958
- Nacer de Nuevo (Wiedergeboren werden), 1960
- Mujer Saliendo del Psicoanalista (Frau beim Verlassen des Psychoanalytikers), 1960
- Hacia la Torre (Zum Turm), 1960
- La Huída (Die Flucht), 1961
- Taxi acuático (Wassertaxi), 1962
- Vampiros Vegetarianos (Vegetarische Vampire), 1962